# Међународни рачуноводствени стандард 27
МРС 27 - Консолидовани финансијски извештаји и рачуноводствено обухватање улагања у зависна предузећа
Овај стандард се примењује у припреми и приказивању консолидованих финансијских извештаја за групу предузећа под контролом матичног предузећа као и код рачуноводственог обухватања улагања у зависна предузећа у посебним финансијским извештајима матичног предузећа. Консолидоване финансијске извештаје приказује матично предузеће да би приказало финансијско стање, резултат пословања и промене у финансијском стању групе у целини. Овде се јавља и појам мањинског интереса зависног предузећа у виду нето резултата пословања и нето имовине који нису у власништву матичног предузећа и они се приказују одвојено од матичног предузећа. Консолидација подразумева елиминисање интерних односа унутар групе тј. међусобних потраживања и обавеза као и настале нереализоване добитке и губитке (осим у случају када трошак не може да се поврати). Консолидовани финансијски извештаји за целу групу раде се на исти датум и за израду извештаја припремају се подаци применом једнообразних рачуноводствених политика за исте трансакције у оквиру групе матичног и зависних предузећа, а ако то није могуће мора да се обелодани.